# Будистички сабори
Број будистичких сабора варира од школе до школе, али сви се слажу око прва три сабора. Навођење шест сабора је уобичајено у западном рачунању.
Први будистички сабор одржан је у Рађаграхи исте године када је Буда умро (око 370. п. н. е.). Иако је сазван са намером да се систематизује Будино учење, његови закључци нису много утицали на коначни облик Типитаке. Други сабор у Весалију догодио се неколико деценија касније и скоро читав је био фокусиран на монашка правила и праксе, као што је рецимо забрана да монаси поседују новац.
Трећи и најважнији сабор у Паталипутри одржан је 250. године п. н. е. и њиме је председавао цар Ашока. После њега је дошло до великог расцепа на старе (од којих је постала теравада) и "припаднике велике заједнице" или махасангхика, који су прокрчили пут ка махајана будизму. Тхере су највише водиле рачуна о томе да се верно очува Будино учење, монастицизам и индивидуално трагање за ослобођењем. Махасангхике су били отворенији за доктринарне иновације и укључивање незаређених будиста у своје активности.

## Први будистички сабор
У 5. веку п. н. е., у време монсунског периода који је уследио након Будине смрти, у Рађагахи, Индија, састаје се у први будистички сабор; сматра се да га је предводио Махакасапа. После Будине смрти, његов је наследник постао Махакашјапа, a не верни ученик и секретар Ананда који, обзиром да је двадесет година био у директној служби Пробуђеног, никада није имао слободног времена да усаврши медитацију да би постао архат. Када је Махакашјапа позвао архате на Сабор монаха у Рађагахи, Ананда није у то био укључен. Удаљен од света, практикујући самоћу, Ананда је врло брзо усавршио технике медитације, постајући архат. Појавио се на Сабору, рецитујући сутре док је други ученик, Упали, долазећим генерацијама пренео правила учења (винаја) која је научио од Буде.
Током сабора 500 монаха који су већ били достигли стадијум араханта казују читаво Будино учење. Казивање винаје за које је био задужен монах Упали постаје прихваћено као Винаја-питака; дарму је рецитовао Ананда и она постаје призната као Сута-питака.
Према будистичким предањима, I сабор је одржан у великој пећини на обронку једне планине у близини Раџгрхе (данашњи Раџгир), премда сам локалитет није идентификован.

## Други будистички сабор
У 4. веку п. н. е., 100 година након Будине смрти, други будистички сабор се сакупља у Весалију како би расправљао о размимоилажењима у тумачењу Винаје. Сматра се да је покровитељ II сабора био краљ Каласока, потомак краља Ађатасатуа.
Повод за одржавање II сабора односио се на непрописне праксе међу појединим монасима у тој области. Наиме, монах по имену Јаса, Анандин ученик, укорио је те монахе због десет огрешења о будистичку монашку дисциплину (винају). Они су узвратили Јаси противоптужбама, па су се сви учесници спора обратили другом, ученом и цењеном монаху, Ревати. Он је пресудио у Јасину корист, и на његову препоруку у Весали је био сазван сабор седамсто монаха у циљу разрешења спора.
Сабор је именовао осморицу монаха, четворицу из западних крајева, а четворицу из источних, који су једногласно осудили праксе монаха из Весалија. После тога је, према Будагосином предању на палију, уследило изговарање изнова успостављене Винаје и сута, којем су приступили сви монаси. Овај сабор представља последњи догађај у историји будизма који је заједнички забележен у различитим верзијама Винаја-питаке, и на палију и на санскриту.
Након сабора долази до првог раскола унутар санге у Паталипутри, тако да се махасангика школа одваја од старије стхавираваде. Овај раскол је почетак онога што ће касније еволуирати у махајана будизам, који ће потом преовлађивати у северној Азији (Кина, Тибет, Јапан, Кореја).

## Трећи будистички сабор
Око 250. п. н. е. Трећи будистички сабор сазвао је цар Ашока у Паталипутри, престоници Маурјанског царства (данас Патна, Индија), поводом настале поделе у санги на сарвасти-вада и вибхађја-вада школу. Вибхађја-вадини су себе сматрали правоверним настављачима стхавира-ваде (старе школе). Сабору је присуствовало око хиљаду монаха, а заседање је водио монах Могалипута Тиса. Сматра се да је Ашока држао страну вибхађја-вадинима. Око осамдесет хиљада сарвастивада монаха је након Ашокиног сабора прогнано из области Патне, услед њиховог одбијања да се повинују доктрини вибхађја-ваде. Прогнани монаси су се населили најпре у Мадхури, а потом у Кашмиру.
На овом сабору је записана абхидхама-питака, заједно са још неким додатним деловима кхудака-никаје, чиме је у суштини комплетирана савремена Типитака.

## Два четврта будистичка сабора
100. п. н. е. Тхеравада као четврти рачуна сабор који је на Шри Ланки сазвано краљ Ватагамани, да се Типитака забележи и тиме сачува Будино учење. На њему је 500 рецитатора и писара из Махавихаре по први пут записало пали канон и то на палмовим листовима.
100. Сарвастивада школа као четврти рачуна сабор одржан у северозападној Индији, под покровитељством кушанског цара Канишке. Датирање одржавања овог сабора је непоуздано, пошто су и датуми везани за самог Канишку крајње противречни; приближно се рачуна око 100. године. Тхеравадинске школе не признају IV сабор, иако није поуздано утврђено одсуство тхеравадинских монаха са њега. По једним изворима, одржан је у Ђаландхару, а према другима, у Кашмиру.

## Пети будистички сабор (тхеравада)
1871. Пети будистички сабор одржан у Мандалају (Бурма) а сазвао га је Мин-дон-мин, краљ Горње Бурме. Повод за сазивање ових сабора била је општа потреба за усаглашавањем текстова будистичких списа, или њихових тумачења. Том приликом је пали канон уклесан на 729 мермерних плоча.

## Шести будистички сабор (тхеравада)
1954. Шести будистички сабор одржан је у Рангуну (Бурма), под покровитељством бурманског премијера У Нуа. Повод за одржавање овог сабора била је прослава 2.500 година (по тхеравадинској хронологији) од Будиног ступања у пари-нибану.
Пет стотина бурманских монаха, заједно са ученим монасима из Индије, Цејлона, Непала, Камбоџе, Тајланда, Лаоса и Пакистана добило је у задатак да ревидира текст Типитаке. Сабор је поздравио тадашњи индијски председник и премијер Џавахарлал Нехру. На крају сабора окупљени монаси су изговорили целокупан текст пали Типитаке и њених тумачења, у огромној дворани изграђеној по узору на пећински скуп у древној Индији. Бурманска влада је потом објавила ревидирано издање текста.